# Cohn Albert
Cohn Albert (Pozsony, 1814. szeptember 14. – Párizs, 1877. március 15.) a párizsi zsidó hitközség tanácsának elnöke.

## Élete
Középiskoláit és az egyetemet 1826-tól Bécsben végezte, hol különösen a bölcseletet és keleti nyelveket tanulta; azután másfél évig magántanár volt a protestáns teológiai karnál ugyanott. 1836-tól Sylvestre de Sacy tanítványa lett Párizsban; azután a Rothschild James báró családjával, kinél húsz évig nevelő volt, Olaszországba utazott, hol Giuseppe Gasparo Mezzofanti alatt keleti nyelvtanulmányait folytatta. 1839-ben zsidó vallási iskolát nyitott Párizsban és több zsidó-egyletet alapított. 1840-ben behozta a zsidó confirmatiót „institution religieuse” névvel és ezen célra olvasókönyvet irt, mely több kiadást ért. 1845-ben Algírba ment, hol az első zsidó-francia iskolát alapította. 1852-ben Jeruzsálembe utazott, hol zsidó kórházat, ipar- és női iskolát alapított; azután még Konstantinápolyban, Alexandriában, Kairóban és több helyt keleten alapított iskolákat. 1856-ban Párizsban Talmud-Thora-iskolát nyitott, melynek maga is egyik tanára volt.
1867. július 10-én a francia Becsületrend lovagi címét kapta.

## Munkái
Tudományos munkái a Journal Asiatique, Journal des Debats, Univers Izraélite s más hirlapokban jelentek meg.